# Gaviella pusilla
La Gaviella (Gaviella pusilla, Shufeldt 1915) è una specie di uccelli fossile appartenente alla famiglia dei Gaviidae.
Questo uccello fossile è conosciuta per l'estremo prossimale di un carpometacarpo raccolto nei pressi di Lusk nel Wyoming. Sulla base di questo ritrovamento, nel 1940 la specie Gaviella pusilla fu tentativamente collocato nell'Oligocene dall'ornitologo e paleontologo americano Alexander Wetmore (1886–1978).